# آیدا محمدخانی
آیدا محمدخانی (زاده ۱۳۶۶، تهران) بازیگر سینما و تلویزیون است.

## فعالیت هنری
آیدا محمدخانی در هفت سالگی توسط جعفر پناهی برای بازی در فیلم بادکنک سفید انتخاب شد، او با ایفای نقش در این فیلم توانست پروانه‌‌ی زرین بهترین بازیگر خردسال دهمین دوره‌ی جشنواره‌ی بین‌المللی فیلم کودک و نوجوان اصفهان و جایزه بهترین بازیگر کودک از سیزدهمین دوره‌ی جشنواره‌ی فیلم فجر را به خود اختصاص دهد.
او همچنین در فیلم‌های ابراهیم به کارگردانی حمیدرضا محسنی و راز مینا به کارگردانی عباس رافعی به ایفای نقش پرداخته‌است.
محمدخانی در مجموعه (کوچه‌های باران) نیز به هنرمندی پرداخته‌است.
آیدا محمدخانی در هفدهمین جشنواره‌ی بین‌المللی فیلم کودکان و نوجوان در اصفهان به‌همراه مهدی باقربیگی، باران کوثری، رضا داوودنژاد و شاهد احمدلو یکی از اعضای هیأت داوران در بخش مسابقه سینمای ایران بود.
همچنین او در بخش تجلی اراده ملی در جشنواره فیلم فجر یکی از اعضای هیأت داوران بود.